# Giovanni Battista Sacchetti, II marchese di Castel Rigattini
Giovanni Battista Sacchetti, II marchese di Castel Rigattini (Firenze, 9 aprile 1639 – Roma, tra il 1º e il 12 marzo 1688), è stato un nobile italiano.

## Biografia
Nato a Firenze nel 1639, Giovanni Battista era il figlio primogenito di Matteo Sacchetti, I marchese di Castel Rigattini e di sua moglie, la nobildonna toscana Cassandra Ricasoli Rucellai. Suo fratello Marcello (da non confondere con l'omonimo zio ritratto in un celebre dipinto di Pietro da Cortona) fu ambasciatore pontificio a Malta, mentre un altro fratello, Urbano, fu cardinale e vescovo di Viterbo.
Studiò col fratello minore Urbano al Collegio della Sapienza di Siena per poi passare all'Università di Bologna ed infine a quella di Pisa sotto la tutela dello zio, Giulio Cesare, cardinale, per quanto i rendimenti scolastici dei due dovettero essere piuttosto deludenti.
Munifico patrono delle arti, fu mecenate di Gaspar van Wittel durante il periodo del suo lungo soggiorno romano a fine Seicento. Secondo l'erudito del XVIII secolo Lione Pascoli, Giovanni Battista vide alcune opere di van Wittel a casa di certi suoi parenti Altoviti ed immediatamente chiamò a Roma presso di sé l'artista per offrirgli una commissione. In un primo momento egli rifiutò adducendo di essere ancora in fase di studio e di trovarsi a Roma esplicitamente per migliorare la propria conoscenza dell'arte classica ed affinare le proprie tecniche, ma su pressione dello stesso Giovanni Battista e di suo fratello Marcello, ambasciatore pontificio a Malta, alla fine il Vanvitelli accettò. Giovanni Battista commissionò al Vanvitelli almeno sette quadri di vedute di Roma che sono oggi parte della Pinacoteca Capitolina: Piazza e Palazzo di Montecavallo, Ponte Sisto (1682 circa), Il Tevere a Prati di Castello, Il Tevere a Castel Sant'Angelo, L'Isola Tiberina, Castel Sant'Angelo e l'Asse di San Giovanni dei Fiorentini e Campo Marzio da Prati di Castello.
Assiduo frequentatore della famiglia Chigi (ed in particolare del cardinale Flavio), venne ammesso come membro dell'Accademia degli Sfaccendati nel 1672 dove venne introdotto dal cognato. Nel medesimo periodo avviò dei lavori di abbellimento per la Cappella Sacchetti nella basilica romana di San Giovanni Battista dei Fiorentini, chiesa nazionale appunto alle famiglie di origine toscana.
Si impegnò attivamente anche nell'ambito latifondizio, facendo bonificare l'agro romano nell'area di Ostia dove aveva diversi terreni che divennero quindi coltivabili.
Morì a Roma nel 1688.

## Matrimonio e figli
Giovanni Battista sposò a Roma nel 1672 la nobildonna fiorentina Caterina Acciaiuoli (?-9 febbraio 1715), figlia del senatore Donato, dalla quale ebbe i seguenti figli:
- Matteo (1675 - 1744), III marchese di Castel Rigattini poi I marchese di Castelromano, sposò nel 1700 Clelia Orsini de' Cavalieri
- Maria Maddalena (23 maggio 1677 - 2 agosto 1733[5]), sposò nel 1704 Paride Grassi (1671-1743), III marchese di Morcone
- Cassandra (1678 - marzo 1754), sposò nel 1705 il conte Mario Marescotti Capizucchi (1681-1758)
- Giovanni Battista (morto infante)
- Urbano (morto infante)
- Isabella
- Virginia (1682 - 3 novembre 1764), sposò nel 1699 il nobile bolognese Niccolò Caprara (1665-1724), conte di Pantano
- Teresa (20 novembre 1683 -1738), sposò nel 1713 il marchese Emilio Malvezzi (1688-1767)

## Ascendenza
|                                                                       |                   |                      | Genitori                |  |  | Nonni |  |  | Bisnonni         |  |  | Trisnonni |  |
|                                                                       |                   |                      |                         |  |  |       |  |  | Matteo Sacchetti |  |  | …         |  |
|                                                                       |                   |                      |                         |  |  |       |  |  | Matteo Sacchetti |  |  | …         |  |
|                                                                       |                   | …                    |                         |  |  |       |  |  | Matteo Sacchetti |  |  |           |  |
| Giovanni Battista Sacchetti                                           |                   |                      |                         |  |  |       |  |  | Matteo Sacchetti |  |  |           |  |
|                                                                       |                   | Nanna Carducci       | Iacopo Carducci         |  |  |       |  |  |                  |  |  |           |  |
|                                                                       |                   | Nanna Carducci       | Iacopo Carducci         |  |  |       |  |  |                  |  |  |           |  |
|                                                                       |                   | Nanna Carducci       | …                       |  |  |       |  |  |                  |  |  |           |  |
| Matteo Sacchetti, I marchese di Castel Rigattini                      |                   | Nanna Carducci       |                         |  |  |       |  |  |                  |  |  |           |  |
|                                                                       |                   | Alessandro Altoviti  | Jacopo Altoviti         |  |  |       |  |  |                  |  |  |           |  |
|                                                                       |                   | Alessandro Altoviti  | Jacopo Altoviti         |  |  |       |  |  |                  |  |  |           |  |
|                                                                       |                   | Alessandro Altoviti  | Lucrezia de' Medici     |  |  |       |  |  |                  |  |  |           |  |
| Francesca Altoviti                                                    |                   | Alessandro Altoviti  |                         |  |  |       |  |  |                  |  |  |           |  |
|                                                                       |                   | Alessandra Bonsi     | Lorenzo Bonsi           |  |  |       |  |  |                  |  |  |           |  |
|                                                                       |                   | Alessandra Bonsi     | Lorenzo Bonsi           |  |  |       |  |  |                  |  |  |           |  |
|                                                                       |                   | Alessandra Bonsi     | …                       |  |  |       |  |  |                  |  |  |           |  |
| Giovanni Battista Battista Sacchetti, II marchese di Castel Rigattini |                   | Alessandra Bonsi     |                         |  |  |       |  |  |                  |  |  |           |  |
|                                                                       | Giuliano Ricasoli | Pietro Ricasoli      |                         |  |  |       |  |  |                  |  |  |           |  |
|                                                                       | Giuliano Ricasoli | Pietro Ricasoli      |                         |  |  |       |  |  |                  |  |  |           |  |
|                                                                       | Giuliano Ricasoli | Lucrezia Girolami    |                         |  |  |       |  |  |                  |  |  |           |  |
| Giovanni Battista Ricasoli                                            | Giuliano Ricasoli |                      |                         |  |  |       |  |  |                  |  |  |           |  |
|                                                                       |                   | Cassandra Capponi    | Alessandro Capponi      |  |  |       |  |  |                  |  |  |           |  |
|                                                                       |                   | Cassandra Capponi    | Alessandro Capponi      |  |  |       |  |  |                  |  |  |           |  |
|                                                                       |                   | Cassandra Capponi    | Elisabetta Guicciardini |  |  |       |  |  |                  |  |  |           |  |
| Cassandra Ricasoli Rucellai                                           |                   | Cassandra Capponi    |                         |  |  |       |  |  |                  |  |  |           |  |
|                                                                       |                   | Orazio Ruccellai     | Luigi Ruccellai         |  |  |       |  |  |                  |  |  |           |  |
|                                                                       |                   | Orazio Ruccellai     | Luigi Ruccellai         |  |  |       |  |  |                  |  |  |           |  |
|                                                                       |                   | Orazio Ruccellai     | Dianora Della Casa      |  |  |       |  |  |                  |  |  |           |  |
| Virginia Ruccellai                                                    |                   | Orazio Ruccellai     |                         |  |  |       |  |  |                  |  |  |           |  |
|                                                                       |                   | Camilla Guicciardini | Agnolo Guicciardini     |  |  |       |  |  |                  |  |  |           |  |
|                                                                       |                   | Camilla Guicciardini | Agnolo Guicciardini     |  |  |       |  |  |                  |  |  |           |  |
|                                                                       |                   | Camilla Guicciardini | Caterina Guicciardini   |  |  |       |  |  |                  |  |  |           |  |
|                                                                       |                   | Camilla Guicciardini |                         |  |  |       |  |  |                  |  |  |           |  |